# 1983年の日本ハムファイターズ
1983年の日本ハムファイターズ（1983ねんのにっぽんハムファイターズ）では、1983年の日本ハムファイターズの動向をまとめる。
このシーズンの日本ハムファイターズは、大沢啓二監督の8年目のシーズンである。

## 概要
過去2年間勝率1位（1981年は優勝、1982年は2位）のチームは2年ぶりの優勝を期待されたが、開幕ダッシュに失敗して西武の独走を許した。5月末には西武に3タテを食らわせて6.5ゲーム差に縮めるものの、その直後に3連勝でお返しされた。夏場以降は阪急との2位争いが続いたが9月以降は負けが込み、優勝の西武に20.5ゲーム離され結局3位で終了した。投手陣は前年20勝をあげて後期優勝（前年まではパ・リーグは前期・後期の二期制だった）の立役者となった工藤幹夫が右肩痛で8勝と、勝ち星が半減。それ以外の投手も工藤につられる様に成績を落とし、守護神の江夏豊とリリーフで11勝をあげた川原昭二しか頼れる投手がいなかったが、それでもチーム防御率は西武に次ぐ2位の3.82を記録した。打撃陣では二村忠美が入団して新人王を獲得、柏原純一・島田誠・トミー・クルーズなども例年通りの成績を残してチーム打率はリーグ2位、本塁打もリーグ3位と健闘した。ところが大沢監督がこの年限りで勇退し、新監督には植村義信投手コーチが昇格した。シーズン終了後、1976年に富田勝とともに巨人から移籍し投手陣の柱として活躍した高橋一三が引退、江夏が柴田保光との交換トレードで西武に移籍した。また4年連続で30本塁打以上と活躍し、1981年の優勝に貢献したトニー・ソレイタも退団するなど戦力が弱体化し始め、翌年の最下位転落の一因となった。

## チーム成績

### レギュラーシーズン
| 1    | 中   | 島田誠   |
| 2    | 遊   | 高代延博 |
| 3    | 右   | クルーズ |
| 4    | 一   | 柏原純一 |
| 5    | 指   | ソレイタ |
| 6    | 三   | 古屋英夫 |
| 7    | 捕   | 大宮龍男 |
| 8    | 左   | 二村忠美 |
| 9    | 二   | 榊原良行 |
| 投手 | 投手 | 工藤幹夫 |

| 順位 | 4月終了時 | 4月終了時 | 5月終了時 | 5月終了時 | 6月終了時 | 6月終了時 | 7月終了時 | 7月終了時 | 8月終了時 | 8月終了時 | 9月終了時 | 9月終了時 | 最終成績 | 最終成績 |
| ---- | --------- | --------- | --------- | --------- | --------- | --------- | --------- | --------- | --------- | --------- | --------- | --------- | -------- | -------- |
| 1位  | 西武      | --        | 西武      | --        | 西武      | --        | 西武      | --        | 西武      | --        | 西武      | --        | 西武     | --       |
| 2位  | ロッテ    | 0.5       | 阪急      | 8.0       | 日本ハム  | 12.0      | 日本ハム  | 14.0      | 日本ハム  | 11.5      | 阪急      | 16.0      | 阪急     | 17.0     |
| 3位  | 阪急      | 2.5       | 日本ハム  | 8.5       | 阪急      | 12.0      | 阪急      | 14.5      | 阪急      | 15.0      | 日本ハム  | 18.0      | 日本ハム | 20.5     |
| 4位  | 日本ハム  | 3.5       | 南海      | 9.0       | 南海      | 15.0      | 南海      | 16.0      | 近鉄      | 21.0      | 近鉄      | 26.0      | 近鉄     | 29.5     |
| 5位  | 南海      | 4.0       | 近鉄      | 11.0      | 近鉄      | 15.0      | 近鉄      | 16.5      | 南海      | 25.0      | 南海      | 28.5      | 南海     | 31.5     |
| 6位  | 近鉄      | 4.5       | ロッテ    | 11.5      | ロッテ    | 21.0      | ロッテ    | 26.0      | ロッテ    | 32.5      | ロッテ    | 37.5      | ロッテ   | 39.5     |

| 順位 | 球団                 | 勝 | 敗 | 分 | 勝率 | 差   |
| 1位  | 西武ライオンズ       | 86 | 40 | 4  | .683 | 優勝 |
| 2位  | 阪急ブレーブス       | 67 | 55 | 8  | .549 | 17.0 |
| 3位  | 日本ハムファイターズ | 64 | 59 | 7  | .520 | 20.5 |
| 4位  | 近鉄バファローズ     | 52 | 65 | 13 | .444 | 29.5 |
| 5位  | 南海ホークス         | 52 | 69 | 9  | .430 | 31.5 |
| 6位  | ロッテオリオンズ     | 43 | 76 | 11 | .361 | 39.5 |

## オールスターゲーム1983
| - コーチ 大沢啓二 | - ファン投票 江夏豊 島田誠 | - 監督推薦 間柴茂有 高代延博 |

## 表彰選手
| リーグ・リーダー | リーグ・リーダー |
| 選手名           | タイトル         |
| ---------------- | ---------------- |
| 二村忠美         | 新人王           |

| ベストナイン         | ベストナイン | ベストナイン |
| 選手名               | ポジション   | 回数         |
| -------------------- | ------------ | ------------ |
| 島田誠               | 外野手       | 2年ぶり2度目 |
| ダイヤモンドグラブ賞 |              |              |
| 選手名               | ポジション   | 回数         |
| 古屋英夫             | 三塁手       | 2年連続2度目 |
| 島田誠               | 外野手       | 3年連続3度目 |

## ドラフト
| 順位 | 選手名   | ポジション | 所属         | 結果 |
| ---- | -------- | ---------- | ------------ | ---- |
| 1位  | 白井一幸 | 内野手     | 駒澤大学     | 入団 |
| 2位  | 田中学   | 投手       | 日立造船有明 | 入団 |
| 3位  | 津野浩   | 投手       | 高知商業高   | 入団 |
| 4位  | 野村裕二 | 捕手       | 熊本工業高   | 入団 |
| 5位  | 斉藤満   | 投手       | 金足農業高   | 入団 |
| 6位  | 高橋功一 | 投手       | 鷲宮高       | 入団 |